# لوث، لینکلن‌شر
imageلوث، لینکلن‌شرlatitudeلوث، لینکلن‌شرlongitudeلوث، لینکلن‌شر
لوث، لینکلن‌شر (به انگلیسی: Louth, Lincolnshire) یک شهرک در بریتانیا است که در انگلستان واقع شده‌است.

## خصوصیات
لوث ۱۶٬۴۱۹ نفر جمعیت دارد.